# خوتیه‌بورژ
خوتیه‌بورژ (به چکی: Chotěboř، به آلمانی: Chotieborsch، خوتی‌بورش) یک شهر کوچک واقع در بخش هاولیچکوف برود در استان ویسوچینا در جمهوری چک است.
این شهر متعلق به سرزمین باستانی بوهم است.
جمعیت این شهر بر پایه آمار سال ۲۰۰۵ برابر با ۹٬۷۳۹ نفر و مساحتش ۵۴٫۰۵ کیلومتر مربع است.
جشنواره فیلم فانتزی هر ساله در ماه ژوئن و ژوئیه در این شهر برگزار می‌شود.